# قسم دوستان الريفي (مقاطعة درة شهر)
قسم دوستان الريفي (بالفارسية: دهستان دوستان) هي قسم تقع في إيران في مقاطعة بدرة. يقدر عدد سكانها بـ 4,862 نسمة .